# Zabruzdy
Zabruzdy es un pueblo de Polonia, en Mazovia. Según el censo de 2011, tiene una población de 218 habitantes.
Está ubicado en el distrito (gmina) de Miastków Kościelny, perteneciente al condado (powiat) de Garwolin. Se encuentra aproximadamente a 17 km al este de Garwolin, y a 69 km al sureste de Varsovia.  
Entre 1975 y 1998 perteneció al voivodato de Siedlce.
El noble pueblo de Zabrozdy se encontraba en la segunda mitad del siglo XVI en el condado de Garwolin en la tierra de Czersk de la provincia de Mazowieckie.
Los fieles de la Iglesia católica pertenecen a la parroquia de la Visitación de la Santísima Virgen María en Miastkowo Kościelny.